# You-hui Shen
Pour les articles homonymes, voir Shen.
You-hui Shen, en chinois 沈猷慧, est un herpétologiste chinois, né le 16 janvier 1932, spécialiste des anoures.

## Quelques taxons décrites
- Hyla annectans wulingensis Shen, 1997
- Hynobius guabangshanensis Shen, 2004
- Pachytriton archospotus Shen, Shen & Mo, 2008
- Pseudorana sangzhiensis (Shen, 1986)
- Rana hanluica Shen,Jiang & Yang, 2007
- Xenophrys caudoprocta (Shen, 1994)

Shen est l’abréviation habituelle de You-hui Shen en zoologie.

Consulter la liste des abréviations d'auteur en zoologie ou la liste des taxons zoologiques assignés à cet auteur par ZooBank